# Kicking Against the Pricks
Kicking Against the Pricks är det tredje studioalbumet av gruppen Nick Cave & The Bad Seeds. Albumet släpptes 1986 och är en samling av coverlåtar.

## Låtlista
1. Muddy Water (skriven av: Phil Rosenthal (ej John Bundrick, som det står på omslaget), inspelad av bland andra Johnny Cash)
2. I'm Gonna Kill That Woman (skriven av: John Lee Hooker, inspelad av densamme)
3. Sleeping Annaleah (skriven av (under titeln Weeping Annaleah): Dan Folger & Mickey Newbury, inspelad av bland andra Tom Jones)
4. Long Black Veil (skriven av: Denny Del & Marjohn Wilkins, inspelad av bland andra Johnny Cash)
5. Hey Joe (skriven av: William Roberts, mest känd i inspelning av Jimi Hendrix men denna version bygger på inspelning gjord av Tim Rose)
6. The Singer (skriven av: Johnny Cash & Charles Daniels, inspelad av Johnny Cash under titeln The Folksinger)
7. Black Betty (på CD:n, ej på LP:n; skriven av: Leadbelly, mest känd i inspelning av Ram Jam)
8. Running Scared (på CD:n, ej på LP:n; skriven av: Roy Orbison & Joe Melson, inspelad av Roy Orbison)
9. All Tomorrow's Parties (skriven av: Lou Reed, inspelad av Velvet Underground)
10. By The Time I Get To Phoenix (skriven av: Jimmy Webb, inspelad av bland andra Stevie Wonder, Glen Campbell, Johnny Rivers och Frank Sinatra)
11. The Hammer Song (skriven av: Alex Harvey, inspelad av Sensational Alex Harvey Band)
12. Something's Gotten Hold Of My Heart (skriven av: Roger Greenaway & Roger Cooke, inspelad av bland andra Gene Pitney och Marc Almond)
13. Jesus Met The Woman At The Well (skriven av: traditionellt stycke, anpassat av The Alabama Singers, inspelad av bland andra Bob Dylan)
14. The Carnival Is Over (skriven av: Frank Farian & Tom Springfield, baserad på ett ryskt stycke: Steka Rasin; inspelad av The Seekers)

## Medverkande artister
Nick Cave (sång, piano, orgel)
The Bad Seeds:
Mick Harvey (gitarr, piano, vibrafon, basgitarr, trummor, bakgrundssång)

Blixa Bargeld (gitarr, bakgrundssång)

Barry Adamson (basgitarr, bakgrundssång)

Thomas Wydler (trummor)

## B-sidor
The Singer släpptes i två versioner, en med Black Betty och Running Scared som b-sidor, en med Running Scared och en alternativ version av The Singer (med mer vulgärt språk).

## Kuriosa
Sluten på Running Scared skiljer sig rejält mellan Orbisons version och denna. Roy Orbison sjunger: "and walked away with me", Nick: "and walked right out on me".
Nick använde senare titeln The Hammer Song till en låt på albumet The Good Son. I övrigt finns inga likheter mellan låtarna.
Titeln "Kicking against the Pricks" är ett citat ur Apostlagärningarna som i den svenska bibelöversättningen lyder "stå emot udden".